# Saranno famosi a Los Angeles
Saranno famosi a Los Angeles (Fame L.A.) è una serie televisiva statunitense in 22 episodi trasmessi per la prima volta nel corso di una sola stagione dal 1997 al 1998.
È una serie del genere drammatico incentrata sulle vicende degli allievi di una scuola di danza a Los Angeles dove gli studenti affinano i propri talenti superando diversi problemi personali. È un remake della serie televisiva Saranno famosi (1982-1987, 136 episodi, ambientata a New York).

## Personaggi e interpreti

### Personaggi principali
- David Graysmark (1997-1998), interpretato da William R. Moses.
- Suzanne Carson (1997-1998), interpretata da Heidi Lenhart.
- Ryan 'Flyboy' Leggett (1997-1998), interpretato da Christian Kane.
- Marcus Carilli (21997-1998), interpretato da Andy Milder.
- Adam Lewis (1997-1998), interpretato da Matt Winston.
- Liz Clark (1997-1998), interpretata da Lesli Margherita.
- Reese Toussaint (1997-1998), interpretato da Stephanie Dicker.
- T.J. Baron (1997-1998), interpretato da T.E. Russell.
- Lili Arguelo (1997-1998), interpretata da Roselyn Sánchez.

### Personaggi secondari
- Brent Legget (7 episodi, 1997-1998), interpretato da Brent David Fraser.
- Ballerino (4 episodi, 1997-1998), interpretato da Lisa Joann Thompson.
- Ballerino (4 episodi, 1997), interpretato da Stephane Nicoli.
- Sylvia Williams (3 episodi, 1997-1998), interpretata da Valarie Pettiford.
- Jessica (3 episodi, 1997-1998), interpretata da Carrie Ann Quinn.
- Julie (2 episodi, 1997-1998), interpretato da Diane DiLascio.
- Mrs. Arguelo (2 episodi, 1997-1998), interpretata da Anne Betancourt.
- Mr. Arguelo (2 episodi, 1997-1998), interpretato da Efrain Figueroa.
- Granham (2 episodi, 1997-1998), interpretato da Steven Mattila.

## Produzione
La serie, ideata da Richard Barton Lewis, fu prodotta da MGM Television e Trilogy Entertainment Group e girata a Los Angeles in California. Le musiche furono composte da P.J. Hanke, Robbie Buchanan, Maribeth Derry e Tom Snow (autori del tema musicale originale You Gotta Want; la sigla finale è invece il brano della serie TV originale Fame in versione hip hop). Le coreografie sono di Marguerite Pomerhn Derricks.

### Registi
Tra i registi della serie sono accreditati:
- Sharron Miller
- Bruce Seth Green
- Nancy Malone
- Kenny Ortega

## Distribuzione
La serie fu trasmessa negli Stati Uniti dal 1997 al 1998 in syndication. In Italia è stata trasmessa su Rai 2, poi in replica su Rai 1 e su Rai 3 con il titolo Saranno famosi a Los Angeles.
Alcune delle uscite internazionali sono state:
- negli Stati Uniti il 4 ottobre 1997 (Fame L.A.)
- in Svezia il 16 gennaio 1998
- in Finlandia il 23 agosto 1998
- in Francia il 3 ottobre 1998 (Fame L.A.)
- in Italia (Saranno famosi a Los Angeles)

## Episodi
| Stagione       | Episodi | Prima TV USA | Prima TV Italia |
| -------------- | ------- | ------------ | --------------- |
| Prima stagione | 22      | 1997-1998    | 1998            |